# Zabelia dielsii
Zabelia dielsii là một loài thực vật có hoa trong họ Kim ngân. Loài này được Karl Otto Robert Peter Paul Graebner mô tả khoa học đầu tiên năm 1900 dưới danh pháp Linnaea dielsii. Năm 1948 Tomitarô Makino chuyển nó sang chi Zabelia.
Loài này có tại trung bắc và trung nam Trung Quốc (An Huy, Phúc Kiến, đông nam Cam Túc, Quý Châu, Hà Nam, Hồ Bắc, Giang Tây, nam Ninh Hạ, Thiểm Tây, Sơn Tây, Tứ Xuyên, Tây Tạng, Vân Nam, Chiết Giang), bán đảo Triều Tiên, Primorye (Nga). Tên gọi tại Trung Quốc là 南方六道木 (nam phương lục đạo mộc). Là cây bụi, sống trong rừng và đồng cỏ ở cao độ 800-3.700 m.
Một số tác giả coi Zabelia brachystemon, Zabelia onkocarpa và có thể cả Zabelia umbellata là đồng nghĩa của Z. dielsii.